# Jan Mantuan Fencl
Jan Mantuan Fencl, uváděn též jako Fentzl, Mantuán, Mantuanus apod. (asi 1485, Plzeň - asi 1545, Plzeň) byl český spisovatel, překladatel a nakladatel, humanisticko-katolické orientace. Byl prvním českým nakladatelem bez vlastní knihtiskárny. Fencl je možná průkopníkem české humoristické literatury, potíž je, že autorství děl je u něj nejisté.
Po většinu života pobýval v Plzni, kde se narodil v měšťanské rodině, a kde po návratu ze zahraničí (1520) byl dlouhá léta též městským radním. Studoval na univerzitě v Lipsku, pobýval nějaký čas též v Norimberku, kde začal s nakladatelskou činností, obvykle zde vydával latinsko-české texty určené pro české prostředí. V roce 1518 zde vydal česky psanou prozaickou satiru Frantovy práva, jejímž byl patrně autorem nebo spoluautorem. Kniha paroduje cechovní stanovy a vymýšlí stanovy "cechu pijáckého", jež je třeba dodržovat, aby byl jedinec patřičně zhýralým. Jde o jednu z prvních českých humoristických knih. Přeložil také Katonova dvojverší (1518 v Norimberku) a přeložil a doplnil první českou katolickou modlitební knihu Hortulus anime, Zahrádka dušie nábožnými modlitbami a pěknými figurami ozdobená (připravoval již v Plzni, tiskl ještě v Norimberku). Autorsky se patrně podílel na česky psané básnické skladbě Rada zhovadilých zvieřat a ptactva k člověku. I toto dílo lze přiřadit k humoristické literatuře, neboť na rozdíl od starších knih, v nichž zvířata radí lidem (šlo o velmi oblíbený pozdně středověký žánr), lidé v této (zřejmě) Fenclově knize zvířecí rady různě ironizují a vtipně komentují. Vydána byla kniha v Plzni roku 1528 bývalým norimberským tiskařem Hansem Pekkem (později uváděn jako Jan Pekk), který se v Čechách usadil, patrně na pozvání Fencla, po smrti plzeňského knihtiskaře Mikuláše Balaláře. Z významných nakladatelských počinů lze jmenovat Fenclovo vydání knihy Spis obšírný, plně a dokonale vykládaje Otčenáš od Erasma Roterdamského roku 1526.